# Everard Calthrop
Everard Richard Calthrop (3 de marzo de 1857 - 30 de marzo de 1927) fue un ingeniero e inventor ferroviario británico, destacado promotor y constructor de ferrocarriles de vía estrecha. Con una destacable labor en la India, su logro más notable fue el Ferrocarril Ligero de Barsi, aunque es más conocido en su país de origen por el Ferrocarril Ligero de Leek y Manifold Valley. Calthrop ha sido descrito como un "genio ferroviario". En los últimos años de su carrera se interesó por la aviación, patentando algunos diseños pioneros de paracaídas. 

## Primeros años y carrera
Calthrop nació en 1857. Era el primogénito del granjero Everard Calthrop, y tenía seis hermanos, uno de los cuales era Guy Calthrop, que llegaría a ser gerente general del Ferrocarril de Londres y del Noroeste. La familia vivía en Deeping Fen, Lincolnshire, donde nació Calthrop, y más tarde en Sutton, en la isla de Ely. Se educó en la Escuela Uppingham.
Comenzó a trabajar con Robert Stephenson & Co y luego fue aprendiz en el Ferrocarril de Londres y del Noroeste en Crewe en 1874. En 1879 se incorporó al Great Western Railway, donde se convirtió en subgerente de los talleres de material móvil. En 1882 fue a la India para unirse al Gran Ferrocarril de la Península India como inspector de locomotoras.
Una vez en la India, llegó a la conclusión de que los ferrocarriles de vía estrecha serían una forma de contribuir a desarrollar el país. Esto lo llevó a presidir un comité gubernamental para promover los ferrocarriles ligeros en toda la India. A continuación publicó un informe titulado Un Sistema de Características Estándar aplicado a la Construcción de Material Rodante en la India. Como resultado de este informe, el gobierno indio adoptó sistemas de uniformidad de ancho de vía y equipos en todo el país, y finalmente adoptó 2 pies 6 plg (762 mm) como el ancho estándar de vía estrecha en todo el país.
Calthrop solicitó un permiso en 1886 para investigar propuestas de ramales ferroviarios independientes. Identificó dos recorridos de particular interés, un tranvía de 5 millas (8 km) para conectar el centro religioso hindú de Nasik con el ferrocarril, y un ramal de 21 millas (33,8 km) a la ciudad de Barsi. El Gran Ferrocarril de la Península India aprobó ambas propuestas, y Calthrop realizó un estudio de las dos líneas. En 1887, registró la compañía Indian Railways Feeder Lines Company en Londres para promover la construcción de ramales del ferrocarril. El Gran Ferrocarril de la Península India le sugirió que volviera a sus deberes como inspector de locomotoras, o con su apoyo, renunciara a seguir promoviendo aún más los ramales. Problemas de salud, hicieron que Calthrop renunciara en 1889 al Gran Ferrocarril de la Península India. Trabajando como consultor, supervisó la construcción del Tranvía de Nasik, de vía estrecha y arrastrado con caballos, utilizando los datos de sus informes previos.

## Traslado a Liverpool
Al regresar al Reino Unido en 1892, Calthrop estableció una consultoría de ingeniería ferroviaria en Liverpool, donde tres de sus hermanos habían comenzado una compañía de alimentación de ganado. Se asoció con ellos y pasó gran parte de los dos años siguientes diseñando equipos para la producción de piensos, registrando una serie de patentes relacionadas con el equipo y el transporte refrigerado.
Mientras Calthrop residía en Liverpool, a la Cámara de Comercio le preocupaba que las compañías ferroviarias que unían esa ciudad con Mánchester limitaran su futura expansión, y promovió que se plantearan propuestas de métodos alternativos para el transporte de mercancías. Calthrop propuso un sistema de ferrocarriles de vía estrecha que uniera las dos ciudades, recorriendo las calles directamente hasta las fábricas. Su propuesta fue muy elogiada, pero la propuesta de utilizar las calles impidió su adopción.
Calthrop también estaba interesado en el transporte por carretera. Fue miembro de la Asociación de Tráfico Autopropulsado y en mayo de 1898 fue juez en las pruebas para la adopción de "vehículos de motor para tráfico pesado", celebradas en Liverpool. El ganador fue un locotractor Thornycroft de 4 toneladas. Más adelante fue miembro fundador del Royal Automobile Club.

## Desarrollo de conceptos de vía estrecha y del Ferrocarril Ligero de Barsi
Durante su tiempo en la India, Calthrop desarrolló sus ideas sobre la construcción de ferrocarriles de vía estrecha. Supuso que la carga por eje de todo el material rodante, incluidas las locomotoras, podría ser la misma, permitiendo optimizar la carga máxima en los vagones de mercancías. Se decidió por una carga de 5 toneladas por eje, que era lo suficientemente ligera como para permitir la construcción de líneas ferroviarias con carril de 30 libras por yarda (14,9 kg/m). También permitía transportar la carga de un vagón de ancho estándar de cuatro ruedas y 20 toneladas de capacidad, en un solo vagón de ancho estrecho con bojes. Además, argumentó que usando un ancho de vía de 2 pies 6 plg (762 mm) se obtenía la mayor capacidad con respecto al capital invertido. Calculó que por el mismo costo de capital, podría construirse con vía estrecha hasta cuatro veces la longitud de un ferrocarril de ancho estándar.
Desde 1887, Calthrop había participado en negociaciones con el gobierno indio para obtener concesiones para construir un ferrocarril desde Barsi Road a Barsi. En 1895, las negociaciones llegaron a una conclusión satisfactoria, y Calthrop formó una nueva compañía para construir el Ferrocarril Ligero de Barsi, y se contrató como ingeniero consultor. El ferrocarril se convirtió en un escaparate de sus ideas. Kitson & Co. construyó cinco locomotoras 0-8-4T, con una distribución uniforme de la carga por eje, según las especificaciones de Calthrop. El material rodante de mercancías se construyó con bastidores de acero prensado de 7,6 x 2,1 m, reduciendo el la tara y maximizando la carga útil de los vagones. Reconoció la importancia de los ferrocarriles en la guerra y diseñó el material rodante para facilitar el movimiento de tropas y equipos. El material rodante se montó en bogies Fox de acero prensado, utilizando el sistema Timmis de muelles dobles. La línea se construyó con los carriles ligeramente inclinados, una idea novedosa que consistía en inclinar el raíl unos pocos grados para que su superficie fuese más paralela a la del perfil de la rueda. La inclinación ahora se aplica universalmente a los ferrocarriles. El material rodante podría transitar por curvas de 100 pies (30 m) de radio.
Antes del envío del material rodante a la India, Calthrop y la Leeds Forge Company, fabricante del material rodante, realizaron ensayos en una vía de pruebas especialmente construida, ubicada en Newlay, cerca de Leeds. La línea fue abierta para ser visitada por funcionarios ferroviarios y periodistas, y se publicaron varios informes en la prensa técnica ferroviaria.
El Ferrocarril Ligero de Barsi se inauguró en 1897 y se extendió en varias ocasiones hasta alcanzar una longitud total de 202 millas (325 km) en 1927. Se considera que el ejemplo del Ferrocarril Ligero de Barsi revolucionó el sistema ferroviario de vía estrecha del subcontinente indio. Tuvo un éxito inmenso, situando a Calthrop como una de las figuras más destacadas en el campo ferroviario. Calthrop siguió siendo ingeniero consultor hasta que se retiró debido a problemas de salud dos años antes de su muerte. El Ferrocarril Ligero de Barsi continuó siendo operado como un ferrocarril de propiedad privada hasta 1954, cuando fue comprado por el gobierno indio, y continuó operando como un ferrocarril de vía estrecha hasta que comenzó la conversión a vía ancha a finales de la década de 1990 como parte del programa de conversión de Indian Railways de todas las líneas métricas y de vía estrecha.

## Participación en otros ferrocarriles
Con el éxito del Ferrocarril Ligero de Barsi, Calthrop fue requerido como consultor para otros proyectos ferroviarios de vía estrecha.

### Ferrocarril de Barbados
El Ferrocarril de Barbados se abrió en 1883 como una vía férrea de 3 pies 6 plg (1067 mm) de ancho, desde Bridgetown a St Andrew, Barbados. Hacia 1897, el ferrocarril y su material rodante estaban en muy malas condiciones. Además, gran parte del ferrocarril se había construido con una vía demasiado ligera para las locomotoras utilizadas. En 1898 se estableció una nueva compañía para reconstruir y operar el ferrocarril, y se contrató como ingeniero consultor a Calthrop, que organizó la reconstrucción del ferrocarril en 2 pies 6 plg (762 mm). Baldwin Locomotive Works construyó cuatro nuevas locomotoras, dos 2-8-2T, una 2-6-0T y una 0-6-0T.

### Ferrocarril Ligero de Welshpool y Llanfair
Calthrop se presentó a la Propuesta del Ferrocarril Ligero de Welshpool y Llanfair los días 3 y 4 de agosto de 1897, y habló particularmente sobre los pasos a nivel abiertos propuestos y sobre el uso de vagones transportadores. Calthrop afirmó que solo se tardaban tres minutos en transferir los vagones, según su experiencia en el Ferrocarril Ligero Barsi. Sin embargo, el pedido no se realizó hasta el 8 de septiembre de 1899 y, a principios de 1900, los propietarios llegaron a un acuerdo con los Ferrocarriles de Cambria para construir la línea. Su ingeniero, Alfred J. Collins, se hizo cargo de los requisitos de ingeniería, adoptando vagones de cuatro ruedas convencionales y otras disposiciones.

### Ferrocarriles de Victoria de vía estrecha
En 1898, Calthrop mantuvo correspondencia con el gobierno de la colonia de Victoria, Australia, con respecto a las propuestas para la construcción de líneas de vía estrecha en esa colonia. Posteriormente, siguiendo su consejo, el ancho de vía de los ferrocarriles finalmente construidos se cambió de 2 pies (610 mm) a 2 pies 6 plg (762 mm).

### Ferrocarril Ligero de Fayoum
Calthrop fue designado para asesorar en asuntos de ingeniería para este tren ligero egipcio de 750 mm (2' 51/2"), cuya construcción comenzó en 1898. El ferrocarril constaba de siete ramales, en su mayoría en vías públicas, con una longitud total de 97 millas (156 km). El ferrocarril ligero de Fayoum sirvió al distrito de los regadíos del sur de El Cairo, centrado en la capital provincial de Medinet-el-Fayum. Calthrop usó imágenes del material rodante del ferrocarril para ilustrar un capítulo que escribió para el libro Pioneer Irrigation and Light Railways.

### Ferrocarriles Serbios de vía estrecha
Calthrop fue uno de varios concesionarios extranjeros involucrados en el desarrollo inicial del ferrocarril de 760 mm (2' 529/32") de ancho en Serbia después de 1898.

### Ferrocarril Ligero de Cleobury Mortimer y Ditton Priors
El Ferrocarril Ligero de Cleobury Mortimer y Ditton Priors era un ramal de ancho estándar y 12,3 millas (19,8 km) de longitud, que conectaba el Great Western Railway en Cleobury Mortimer (Shropshire) con las minas de Clee Hills. Calthrop fue nombrado ingeniero consultor en 1900, siendo responsable de inspeccionar la ruta y de preparar los planes de construcción.
En el Reino Unido, Calthrop es más conocido por el Ferrocarril Ligero de Leek y Manifold Valley. La línea había sido promovida bajo la Ley de Ferrocarriles Ligeros, y el plan inicial era construir un ferrocarril de 2 pies 6 plg (762 mm) de ancho de vía para ser alimentado por un tendido eléctrico. Bajo la influencia de uno de los comisionados de trenes ligeros, los directores de la compañía le encargaron un informe sobre la línea propuesta a mediados de 1900. A principios de diciembre murió el ingeniero del ferrocarril, y el 19 de diciembre de 1900 los directores se sentaron a considerar tanto un reemplazo como el informe de Calthrop, que había propuesto especificaciones para la línea que generarían ahorros sustanciales en los costos de construcción, por lo que se le ofreció el puesto de ingeniero, que aceptó de inmediato.
Calthrop construyó la línea por 35.944 libras, 11.000 menos que la estimación original. Hizo que Kitson & Co construyera dos locomotoras 2-6-4T, similares, pero algo más pequeñas, que las locomotoras del Ferrocarril Ligero de Barsi. El material rodante de mercancías incluía cuatro coches de viajeros, dos vagones abiertos con bogíes y un furgón también con bogíes, a su vez similares a los utilizados en Barsi. Presentó cuatro vagones transportadores, diseñados para transportar vagones de ancho estándar sobre la vía estrecha. Cada estación en ruta tenía una sección corta de vía de ancho estándar, donde se podían estacionar estos vagones. El uso de vagones transportadores eliminó los transbordos y la necesidad de utilizar grandes cantidades de vagones de mercancías.

### Ferrocarril Ligero de Matheran

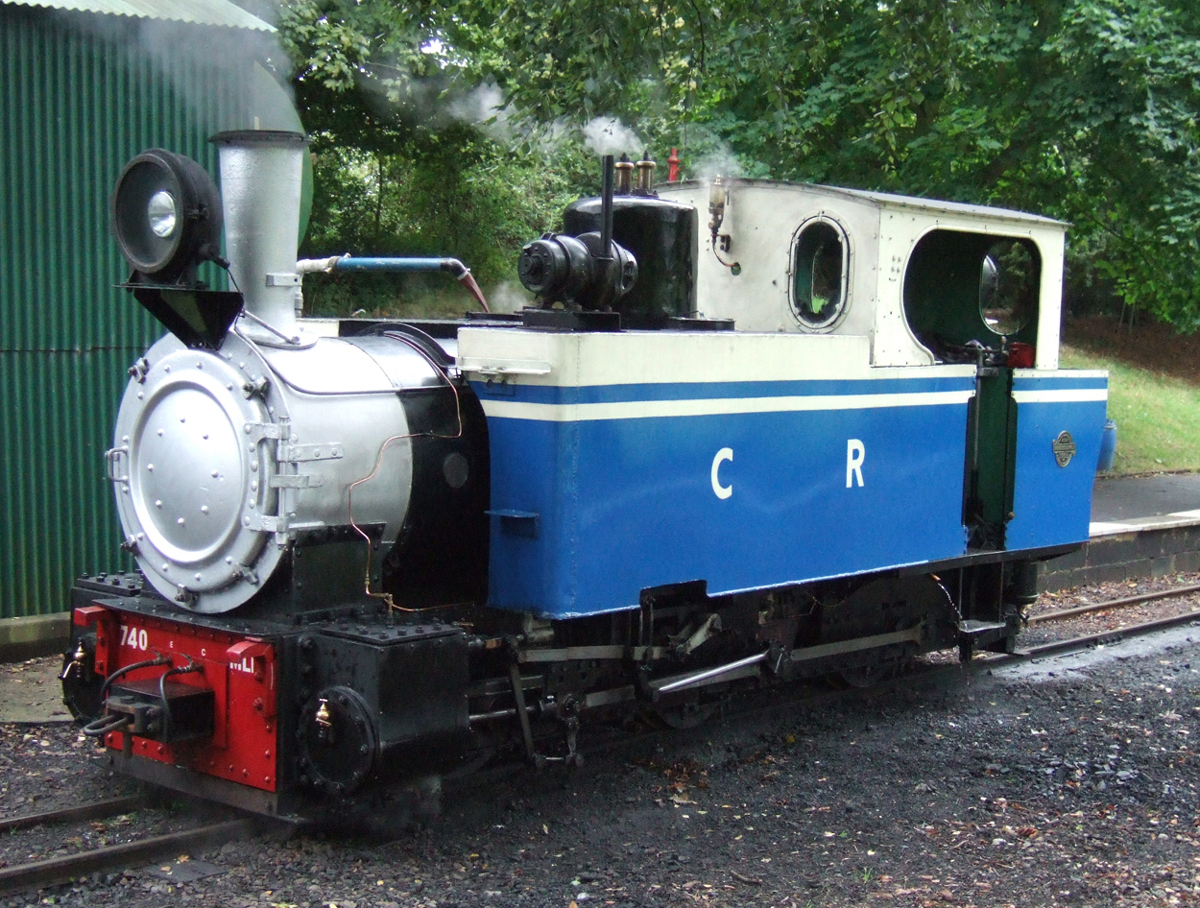
Locomotora O&K diseñada por Calthrop, utilizada en el Ferrocarril Ligero de Matheran, fotografiada en el Ferrocarril de Vía Estrecha de Leighton y Buzzard.

El Ferrocarril Ligero de Matheran es un ferrocarril de montaña construido cerca de Bombay, India, inaugurado en 1905. Inusualmente para un ferrocarril en el que Caltrhrop era ingeniero consultor, tenía un ancho de vía de 2 pies (610 mm), con curvas cerradas y un 5% de pendiente. Calthrop diseñó una locomotora 0-6-0T con ejes acoplados articulados Klein-Linder, para proporcionar una distancia entre ejes flexible, y cuatro fueron suministrados por Orenstein & Koppel. La firma de Calthrop también suministró el stock de vagones y desvíos del ferrocarril.

### Ferrocarril Ligero de Arakan

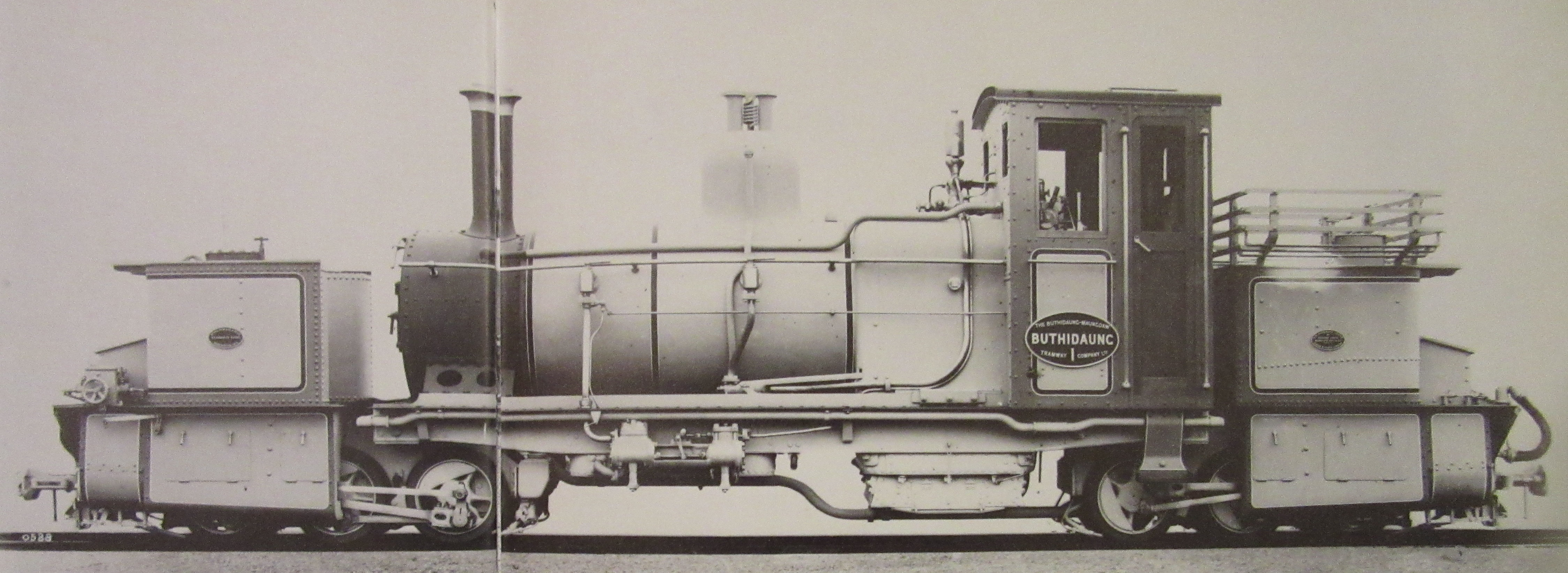
Una de las locomotoras Garratt suministradas al Tren Ligero de Arakan

En 1910, Calthrop fue contratado como ingeniero consultor por los promotores de un nuevo ferrocarril entre Buthidaung y Maungdaw en Birmania, más tarde conocido como el Ferrocarril Ligero de Arakan, y modificó el ancho de vía inicialmente propuesto de 2 pies (610 mm) a 2 pies 6 plg (762 mm). Para este ferrocarril, había construido dos locomotoras Garratt 0-6-0 + 0-6-0, a las que había adjuntado placas que decían "Sistema E.R.Calthrop de Ferrocarriles de Montaña de Vía Estrecha". Fue uno de los primeros en adoptar el tipo Garratt, siendo este el noveno pedido de locomotoras Garratt recibido por Beyer Peacock, convirtiéndose en el diseño de la Garratt más pequeña jamás construida por la empresa.

## Patentes de paracaídas

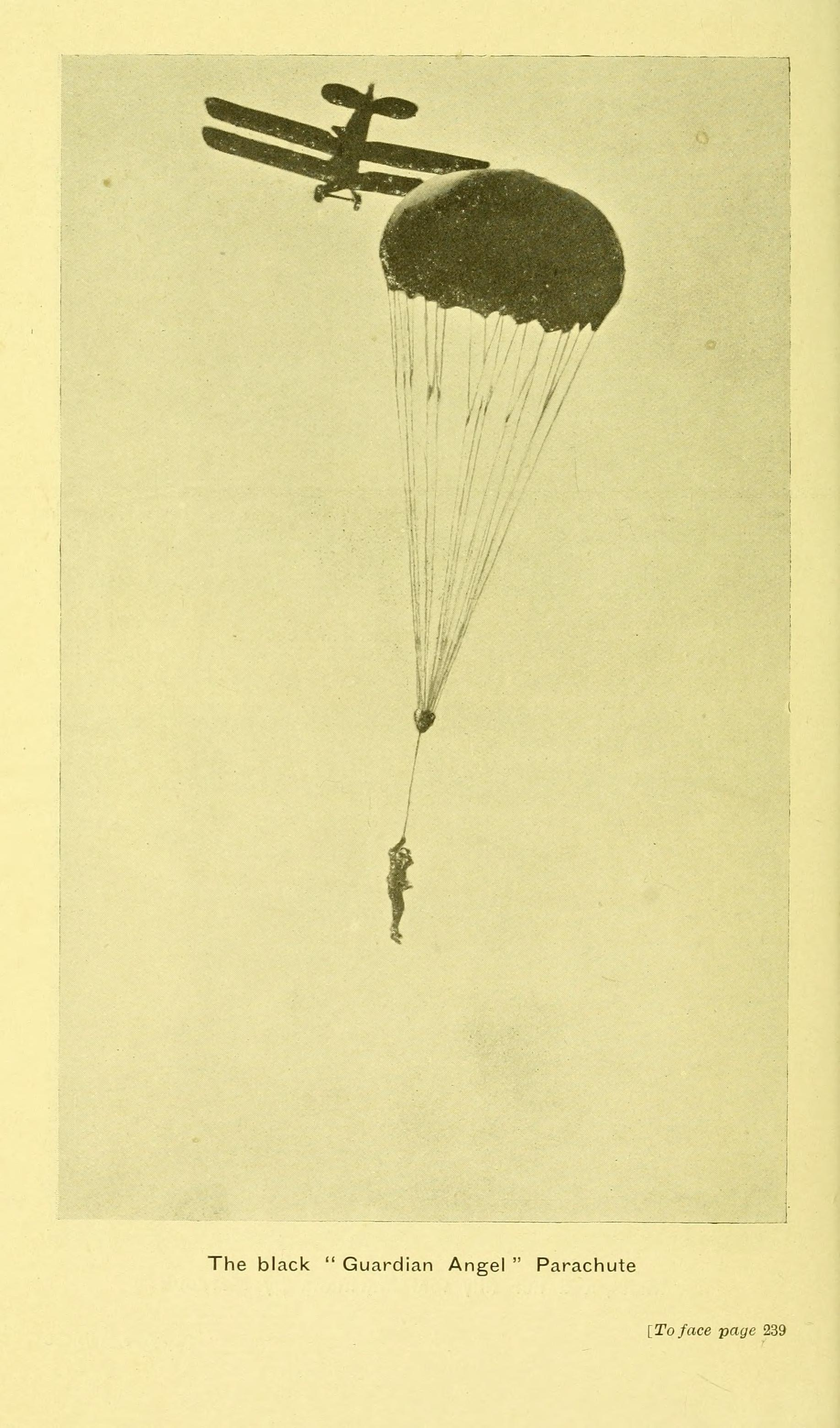
Paracaídas negro Calthrop "Guardian Angel" (Ángel de la Guarda)

Calthrop era un amigo personal cercano de Charles Rolls, de la famosa firma de automóviles Rolls-Royce. Rolls fue un aviador pionero, siendo el primer hombre en volar a través del Canal de la Mancha en ambas direcciones. El 12 de julio de 1910, Calthrop lo acompañó a la Reunión Internacional de Aviación de Bournemouth, y estuvo presente cuando Rolls murió después de que perdiera el control de su biplano y se estrellase. Este hecho y un accidente similar, no fatal, que involucró a su hijo Tev, llevó a Calthrop a pensar que se podría usar un paracaídas para salvar a los pilotos en circunstancias similares.
En 1913 patentó su primer paracaídas. A medida que avanzaba la Primera Guerra Mundial, continuó desarrollando su paracaídas. En 1915 se lo ofreció al Royal Flying Corps, y las pruebas exitosas se completaron en ese momento. Sin embargo, en un informe no oficial se opinaba que los paracaídas "podrían perjudicar el espíritu de lucha de los pilotos", y la oferta fue rechazada. Se le sugirió a Calthrop que permaneciera en silencio sobre su invento, pero ante las crecientes pérdidas de pilotos, hizo público su diseño de paracaídas en 1917. A pesar de una campaña iniciada por algunos pilotos, el Royal Flying Corps se negó a introducir el paracaídas durante la Primera Guerra Mundial, aunque las fuerzas aéreas de la mayoría de las otras naciones lo hicieron.
El paracaídas "Guardian Angel" de Calthrop recibió muchos elogios y fue utilizado durante la guerra para lanzar agentes detrás de las líneas enemigas. En octubre de 1918, un artículo sobre el uso del paracaídas afirmaba que el "Ángel Guardián" era uno de los más conocidos y que "los tripulantes de los globos pueden saltar cuando sus naves son atacadas con verdadera confianza en un aterrizaje seguro". En 1918 se sabía que los alemanes eran plenamente conscientes del trabajo de Calthrop y suministraron a sus pilotos un diseño similar. Sin embargo, cuando la Royal Air Force finalmente adoptó los paracaídas después de la guerra, eligieron un diseño estadounidense.
En 1916, Calthrop también patentó un asiento eyector para aeronaves accionado con aire comprimido.

## Vida privada

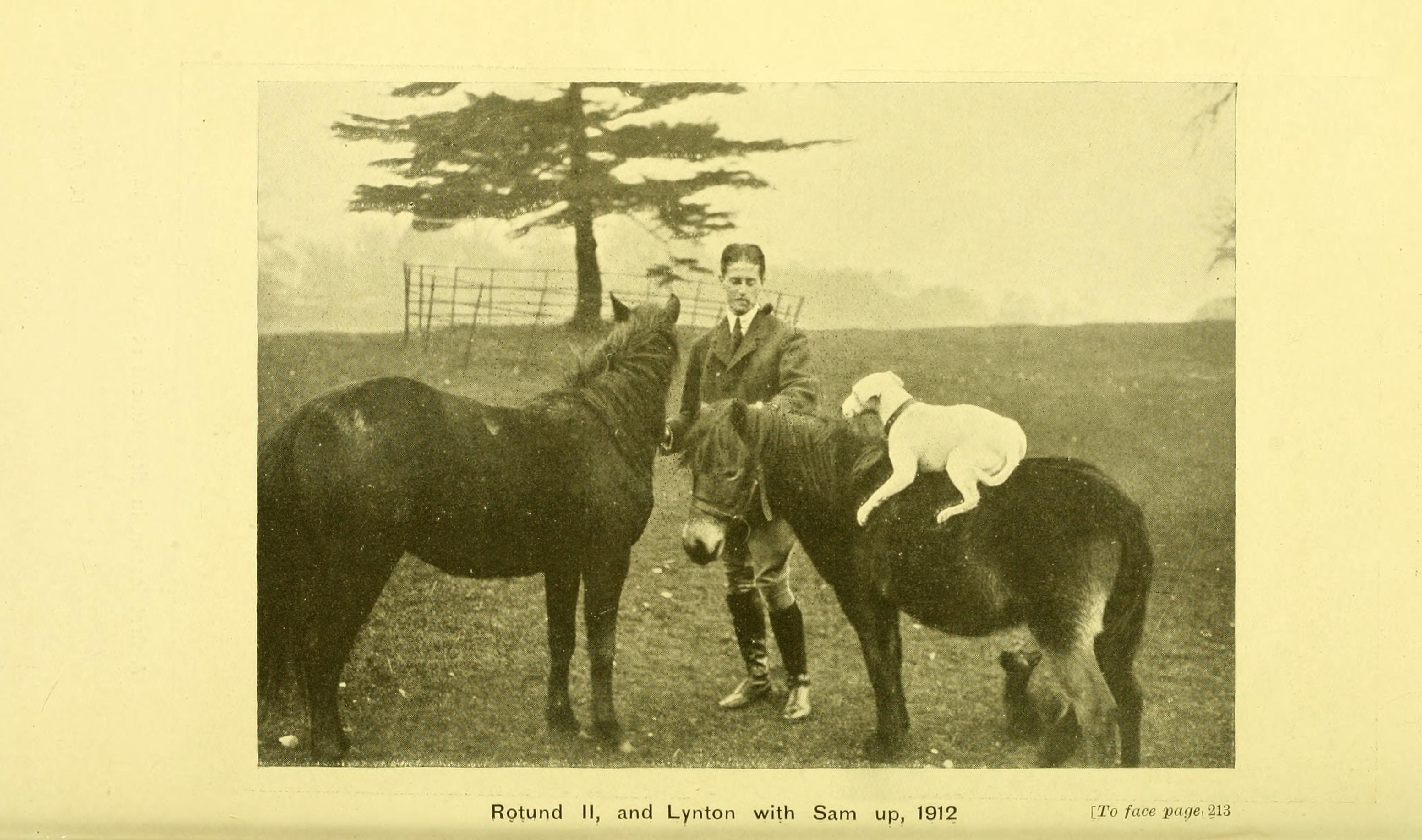
Imagen de su libro The Horse, Comrade and Friend, publicada en 1920

Durante su estancia en la India, Calthrop hizo viajes ocasionales de regreso a Gran Bretaña. En uno de esos viajes se casó con Isabel Mary Earle, la hija del reverendo Walter Earle, amigo de sus padres. La boda tuvo lugar el 19 de noviembre de 1890 en la Iglesia Parroquial Bilton, de Rugby. Tuvieron cuatro hijos, Everard Earle (Tev, nacido en 1892), Keith de Suffield (n. 1894), Isabelle Iris (n. 1895) y Betty Marion (n. 1899). Tev se unió al ejército y se convirtió en coronel de los Ingenieros Reales, mientras que Keith, después de un período en los Ingenieros Reales, se convirtió en Asistente del Gerente General e Ingeniero Mecánico del Ferrocarril Ligero de Barsi, un cargo que ocupó hasta 1932.
Calthrop tenía un gran interés en criar caballos árabes. Después de alquilar durante mucho tiempo una villa en Goldings Road, Loughton, Essex, compró una casa, Goldings, en Clays Lane, Loughton, con establos y 40 acres (16,2 ha) de terrenos. Fue aquí donde crio sus caballos y desarrolló sus teorías sobre su doma. Rechazó los métodos crueles comunes en aquella época, y practicó métodos más suaves. Tal era su preocupación por sus caballos, que los sacrificó humanitariamente antes de permitir que fueran requisados por el Ejército Británico al comienzo de la Primera Guerra Mundial. Después de la guerra, pudo regresar a sus caballos y escribió un libro de referencia, "The Horse, as Comrade and Friend" (El Caballo, como Camarada y Amigo), publicado en 1920. Calthrop fue un miembro destacado de la "Arab Horse Society" y recibió elogios por su semental, Fitz, en su primer congreso en 1919.
Desarrollar y promover su paracaídas había dejado a Calthrop agotado, tanto financiera como físicamente. La mala salud lo obligó a renunciar a su puesto de ingeniero consultor para el Ferrocarril Ligero de Barsi en 1925, aunque siguió siendo director. Murió en su casa de Paddington, Londres, el 30 de marzo de 1927, en compañía de su hijo, Tev. Tenía setenta años.
Una placa azul instalada en junio de 2008 en Goldings perpetúa su recuerdo.

## Otros pioneros del ferrocarril de vía estrecha
- Paul Decauville
- Robert Fairlie
- Abraham Fitzgibbon
- Thomas Hall
- Carl Abraham Pihl